# Omobono
Omobono  è un nome proprio di persona italiano maschile. 

## Varianti
- Maschili: Omobuono[3], Uomobuono[3]

### Varianti in altre lingue
- Basco: Omobon[4]
- Catalano: Homobó[4]
- Latino: Homobonus[3][1]
- Spagnolo: Homobono[4]

## Origine e diffusione
Nome di stampo augurale e gratulatorio, continua il tardo latino Homobonus, che letteralmente vuol dire "uomo buono" (da homo, "uomo", e bonus, "buono"). 
Ormai di scarsissima diffusione, è attestato principalmente tra il XIII e il XVII secolo. Corrisponde sostanzialmente ai nomi Bonomo (composto dagli stessi elementi, ma in senso inverso) e Buonadonna.

## Onomastico
L'onomastico viene festeggiato il 13 novembre in ricordo di sant'Omobono Tucenghi, mercante cremonese noto per le sue opere di carità.

## Persone

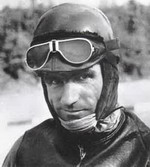
Omobono Tenni

- Omobono Tenni, pilota motociclistico italiano
- Omobono Tucenghi, mercante e santo italiano

## Fumetti
- Personaggio dei fumetti svedesi noto anche come Adamson